# Nikon D70
La Nikon D70 es una cámara fotográfica réflex digital profesional. Nikon la introdujo en la primavera del 2004, como competencia a la Canon EOS 300D.

## Características principales

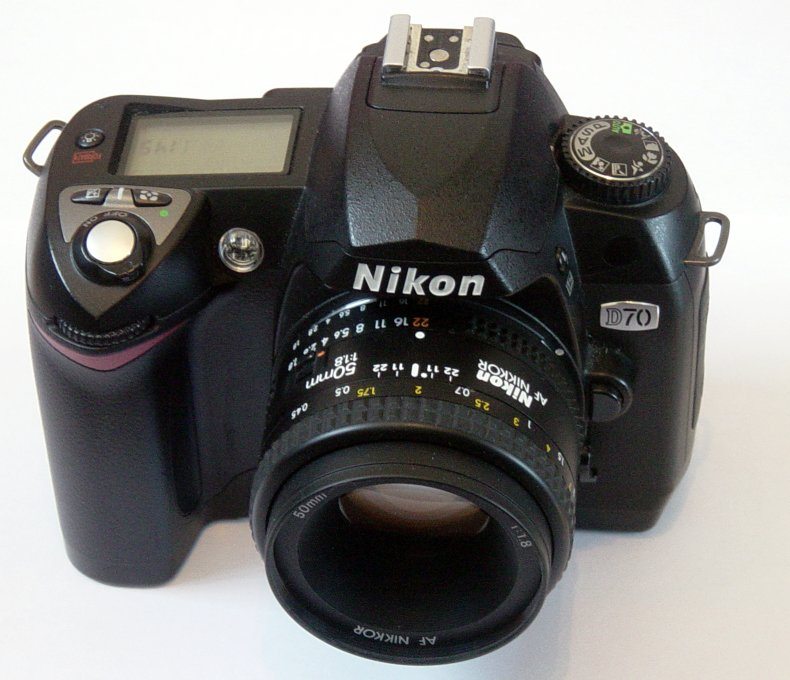
Nikon D70 vista desde otro ángulo.

- CCD con formato Nikon DX de 6.1 mega píxeles.
- Ángulo de imagen equivalente aproximadamente a 1.5 veces la distancia focal del objetivo en el formato de 35mm.
- Siete modos de "Vari-Programs" digitales.
- Utiliza como formatos de imagen el JPEG y el NEF.
- Sensibilidad ISO 200-1600.

El sitio Digital Photography Review (2004), hace una recensión muy positiva de la D70, llegando a considerarla, en muchos puntos, superior a la D100 que es más costosa. La Nikon D70 y la Canon EOS 300D son las primeras DSLR con un precio cerca de los 499 USD. Existen a menudo polémicas entre los defensores de la D70 y los de la 300D. Los que prefieren la 300D señalan el precio más bajo de la 300D y su supuestamente mejor sensor, mientras que los que prefieren la D70 señalan el mayor control sobre la operación de la cámara y defienden la calidad del sensor. La D70 es retrocompatible con la mayoría de los objetivos Nikkor anteriores a ella. Sigma, Tokina y Tamron también producen objetivos para cámaras Nikon.

## D70s
La Nikon D70s es esencialmente una mejora de la D70, con una pantalla LCD mayor (5 cm en vez de 4.6, aunque mantiene los 130000 píxeles). La D70s incluye también la nueva batería EN-EL3a con una capacidad algo mayor pero no incluye el soporte para baterías MS-D70 que permite montar tres baterías CR2 en la cámara en caso de que se terminara la carga de la batería recargable. La cámara está equipada , además, con el cable de control remoto (MC-DC1). Todas las otras mejoras a la D70s están disponibles también para la D70 mediante la instalación del nuevo firmware. Estas incluyen mejora del sistema de autofoco, del diseño de los menús y de la función de impresión directamente de la cámara.